# Rhipsalis micrantha
Rhipsalis micrantha là một loài thực vật có hoa trong họ Cactaceae. Loài này được (Kunth) DC. miêu tả khoa học đầu tiên năm 1828.

## Hình ảnh

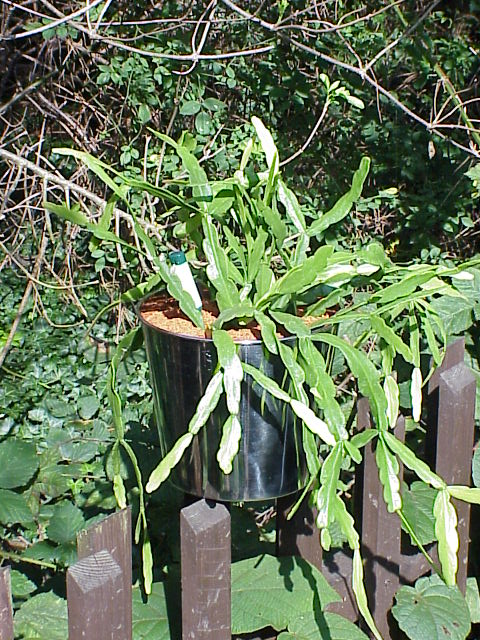
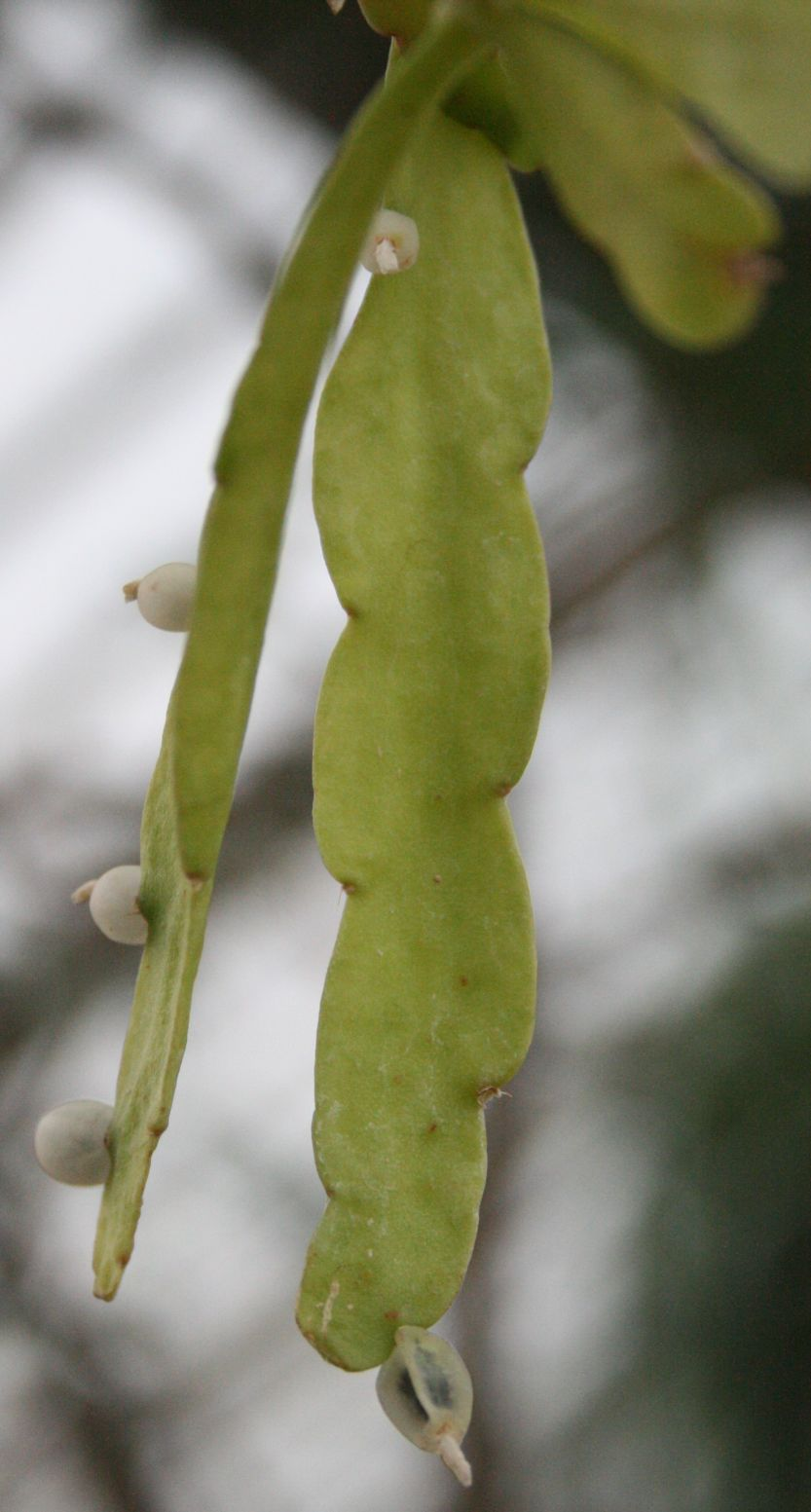
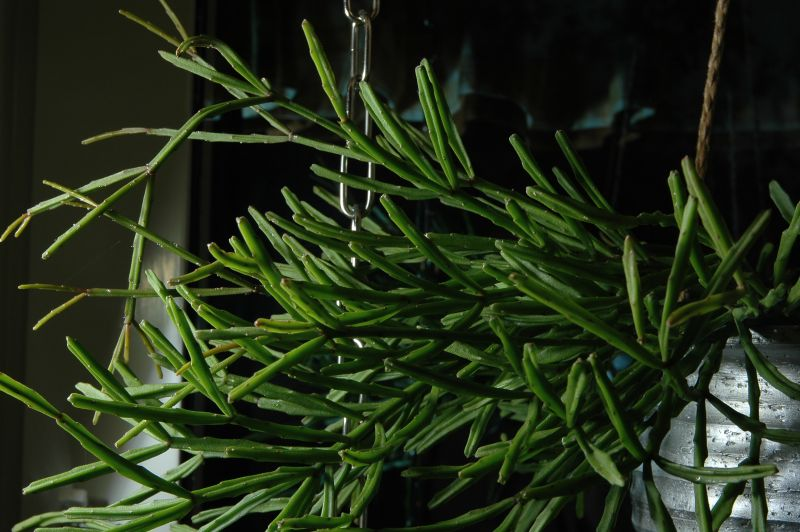
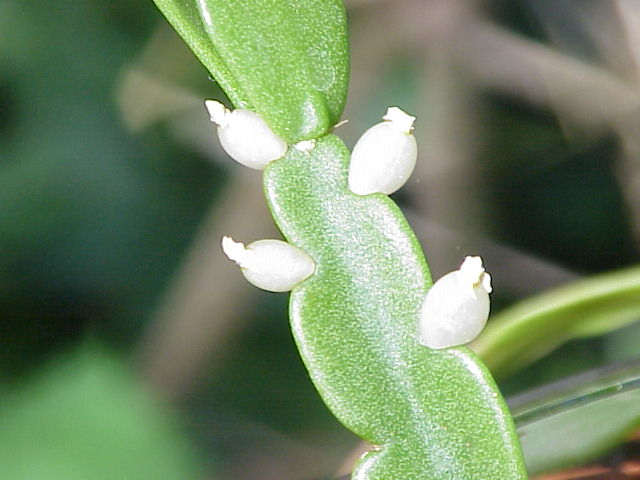